# Switchblade
Switchblade — компьютерная игра в жанре платформера, разработанная Core Design и выпущенная в 1989 году компанией Gremlin Graphics на Amiga, Amstrad CPC, Atari ST, Commodore 64, ZX Spectrum и GX4000. В 1991 году к игре вышел сиквел Switchblade 2.

## Геймплей
Огненный меч, священный символ древнего рода был разбит на 16 частей, и герою Хиро предстоит найти их все, чтобы вернуть силу мечу и восстановить гордость своего народа.
Геймплей состоит из платформ и лестниц, над землёй и под ней. Новые территории становятся видны постепенно, по мере приближения. Иногда встречается дополнительное оружие и секретные комнаты.